# Han Jonkers
Han Jonkers é um violonista nascido em Eindhoven, Holanda, em 1958.

## Carreira
Han Jonkers recebeu as primeiras aulas de violão de Nelly de Hilster, subseqüentemente indo estudar no Maastrich College of Music com Hans-Lutz Niessen. Após se formar em música e obter seu diploma de solista, Han Jonkers foi selecionado para estudar por vários verões com Oscar Ghiglia na Accademia Musicale Chigiana na cidade de Siena, na Itália. Seguiram-se estudos posteriores com Konrad Ragossing e Oscar Giglia na Basel Music Academy, onde ele conseguiu outro diploma de solista.
Han Jonkers ganhou vários prêmios em várias competições (Viña del Mar, Chile, e Maria Canals, Barcelona) e tem se apresentado como solista e em formações de música de câmara. Ele tem promovido vários festivais de violão clássico, publicado artigos de musicologia, ministrado workshops em faculdades de música e cursos de verão no Arosa Music Festival, na Suíça. Han Jonkers é professor de violão clássico na Cantonal School, na cidade de Olten e no Teachers College of Canton of Aargau, na cidade de Zofingen.

### Visita ao Brasil
Em 1998, Han Jonkers visitou o Brasil para ministrar um workshop no I Festival Internacional de Música de Natal, durante o período de uma semana. No encerramento do festival, Han Jonkers foi um dos convidados para a apresentação de encerramento do festival, sendo aplaudido de pé pela platéia.

## Publicações
Em 1991, Han Jonkers publicou uma coleção de composições contemporâneas para violão clássico sob o título de "CH-Gitarre". Sua primeira gravação em CD, A Swiss Homage to Andrés Segovia, foi lançado em 1995 pela Cadenza Records. A revista alemã Gitarre & Laute escreveu, sobre seu CD:
Han Jonkers toca com uma cultivada delicadeza. Ele compreende como lidar com as dimensões e proporções das composições, para expor corretamente o significado das palavras "forte" e "suave" no violão.— Revista Gitarre & Laute
Em 1997, Han Jonkers gravou um CD intitulado While My Guitar Was Gently Weeping: Guitar Music Of The Sixties And Early Seventies, que contém as primeiras gravações das peças Goofy, Scarborough Fair e Meta Sequoia do violonista holandês Harry Sacksioni, e I Want To Die Easy When I Die do suíço Armin Schibler. Esse CD contém ainda a gravação de Cavatina — de Stanley Myers, trilha sonora do filme The Deer Hunter — e um arranjo feito por Stanley Myers da música Because, de John Lennon e Paul McCartney. O CD contém ainda outras peças de Charlie Bird, Jacques Castérède e Armin Schibler.